# Edguy
Az Edguy egy power metal együttes a németországi Fuldából. Megalakulásuk óta egymillió lemezt adtak el világszerte.

## Története
Az Edguyt 14 éves német diákok alapították 1992-ben. Tobias Sammet, Jens Ludwig, Dirk Sauer és Dominik Storch az együttest matematika tanárukról, Mr. Edgar Zimmererről nevezték el. 1998-ig Tobias Exxel csatlakozásáig nem volt basszusgitárosuk, előtte Sammet játszotta a basszust a billentyűzetén.
Két demófelvétel után 1995-ben megállapodtak az AFM Records-szal. Első két albumuk nem volt nagyon sikeres, az áttörést az 1998-as Vain Glory Operával érték el. További két album után 2004-ben szerződést kaptak a német Nuclear Blast kiadótól.
2001/2002-ben Tobias Sammet kibocsátotta új projekte, az Avantasia első albumát. Az Avantasia egy metal-opera, ami sok híres zenész részvételével jött létre és jelentős sikereket ért el.
Az Edguy 2006 elején együtt turnézott a jól ismert power metal zenekarral a DragonForce-szal, a brit zenekar Inhuman Rampage című albumának megjelenése után.
2006 júliusában az Edguy Szlovéniában játszott a Metalcamp fesztiválon, ahol tréfát űztek az utánuk következő német Kreator együttessel. Sammet megkérte a közönséget, hogy tegyen neki egy szívességet: amint a Kreator színpadra jött és egy dalt játszott, a közönségnek el kellett kezdeni énekelni, hogy „Olé, olé, olé, olé”. Nem csak az első dalnál tették ezt, hanem tovább énekeltek minden Kreator dal után, amíg Mille Petrozza megállt és megkérdezte: „ez még mindig az Edguy dologról szól?”

## Stílusa
Az Edguy dalszövegei gyakran átvitt értelműek, miközben metafizikai vagy társadalmi témákra utalnak. Ilyen az alkalmazkodás (The Headless Game, Mysteria, King of Fools), az egyház tanításai (The Kingdom, Theater of Salvation) és a modern civilizáció veszélyei (Navigator, The Devil and the Savant). Ezeknek a témáknak a kifejezésére az Edguy néha ezoterikus és hermetikus kifejezéseket használ. Mégis a dalaik néha vidámak és komikusak (Das Reh, Save Us Now, Lavatory Love Machine, a Life and Time bónusz száma, a Trinidad).
Az Edguy nem állítja magáról, hogy képvisel bármilyen ideológiát; Tobias Sammet szerint "(a banda) nem foglalkozik sem a politikával, sem a vallással. Egyetlen olyan fő üzenet sincs a dalainkban, ami bármi tekintetében megmondja neked, hogy mit kell gondolnod." 
Az Edguy majdnem minden albumon hosszú és epikus szekciókat alkalmaz.
A Helfire Club felfedte, hogy az Edguy érdeklődik a nagyzenekar integrálásába és a zenén belül erre tesz kísérletet. Az album az Edguy stílusának egy variációja egy kevésbé grandiózus, hagyományosabb heavy metal megközelítéssel. Az együttes legújabb albuma a Rocket Ride már kevesebb szimfonikus és power metal elemet tartalmaz, úgy látszik tovább orientálódtak a hard rock irányába.

## Felállás

### Tagok
- Tobias Sammet – ének
- Jens Ludwig – gitár
- Dirk Sauer – gitár
- Tobias Exxel – basszusgitár
- Felix Bohnke – dob

### Korábbi tagok
- Dominik Storch – dob (1992-98)
- Frank Lindenthal – dob (1998)

### Vendégelőadók

#### Vain Glory Opera
- Andy Allendorfer – háttérvokál a Vain Glory Opera című albumon
- Ralf Zdiarstek – háttérvokál a Vain Glory Opera című albumon
- Hansi Kürsch – ének a Vain Glory Opera című albumon
- Timo Tolkki – gitár a Vain Glory Opera című albumon

## Diszkográfia

### Demók
- Evil Minded (1994)
- Children of Steel (1994)

### Stúdióalbumok
- Savage Poetry (1995)
- Kingdom of Madness (1997)
- Vain Glory Opera (1998)
- Theater of Salvation (1999)
- The Savage Poetry (2000) (újrakiadás Savage Poetry)
- Mandrake (2001)
- Hellfire Club (2004)
- Rocket Ride (2006)
- Tinnitus Sanctus (2008)
- Age of the Joker (2011)
- "Space Police – Defenders Of The Crown" (2014)
- Monuments (2017)[1]

### Koncertlemezek
- Burning Down the Opera (2003)
- Fucking With Fire (2009)

### Kislemezek
- La Marche Des Gendarmes (Enhanced Cardsleeve, 2001)
- Painting on the Wall (2001)
- Lavatory Love Machine (2004)

### EP
- King of Fools (2004)
- Superheroes (2005)

### Válogatás
- Hall of Flames (2004)

### Videók
- All the Clowns (2001)
- King of Fools (2004)
- Lavatory Love Machine (2004)
- Superheroes (2005)
- Ministry Of Saints (2008)
- Robin Hood (2011)

### DVD
- Superheroes (2005)
- Fucking with Fire (2008)